# Aracitaba
Aracitaba är en kommun i Brasilien.   Den ligger i delstaten Minas Gerais, i den sydöstra delen av landet, 800 km sydost om huvudstaden Brasília. Antalet invånare är 2 057.
Omgivningarna runt Aracitaba är huvudsakligen savann. Runt Aracitaba är det glesbefolkat, med 12 invånare per kvadratkilometer.